# 2008年北京オリンピックのスーダン選手団
2008年北京オリンピックのスーダン選手団（2008ねんペキンオリンピックのスーダンせんしゅだん）は、2008年8月8日から8月24日にかけて中国の北京を主として開催された2008年北京オリンピックのスーダン選手団、およびその競技結果。

## 概要
今大会は銀メダル1個を獲得した。
陸上男子800mでイスマイル・アハメド・イスマイルが銀メダルを獲得し、スーダンにオリンピック初めてのメダルをもたらした。

## メダル
| メダル | 選手名                           | 競技 | 種目     |
| ------ | -------------------------------- | ---- | -------- |
| 銀     | イスマイル・アハメド・イスマイル | 陸上 | 男子800m |